# Bryant (Indiana)
Bryant es un pueblo ubicado en el condado de Jay en el estado estadounidense de Indiana. En el Censo de 2010 tenía una población de 252 habitantes y una densidad poblacional de 320,06 personas por km².

## Geografía
Bryant se encuentra ubicado en las coordenadas 40°32′9″N 84°57′48″O / 40.53583, -84.96333. Según la Oficina del Censo de los Estados Unidos, Bryant tiene una superficie total de 0.79 km², de la cual 0.79 km² corresponden a tierra firme y (0%) 0 km² es agua.

## Demografía
Según el censo de 2010, había 252 personas residiendo en Bryant. La densidad de población era de 320,06 hab./km². De los 252 habitantes, Bryant estaba compuesto por el 97.22% blancos, el 0.4% eran afroamericanos, el 0.79% eran amerindios, el 0.79% eran asiáticos, el 0% eran isleños del Pacífico, el 0% eran de otras razas y el 0.79% pertenecían a dos o más razas. Del total de la población el 2.38% eran hispanos o latinos de cualquier raza.